# Quesmy
Quesmy is een gemeente in het Franse departement Oise (regio Hauts-de-France) en telt 195 inwoners (2005). De plaats maakt deel uit van het arrondissement Compiègne.

## Geografie
De oppervlakte van Quesmy bedraagt 4,9 km², de bevolkingsdichtheid is 39,8 inwoners per km².
De onderstaande kaart toont de ligging van Quesmy met de belangrijkste infrastructuur en aangrenzende gemeenten.

## Demografie
Onderstaande figuur toont het verloop van het inwonertal (bron: INSEE-tellingen).